# Dowialis

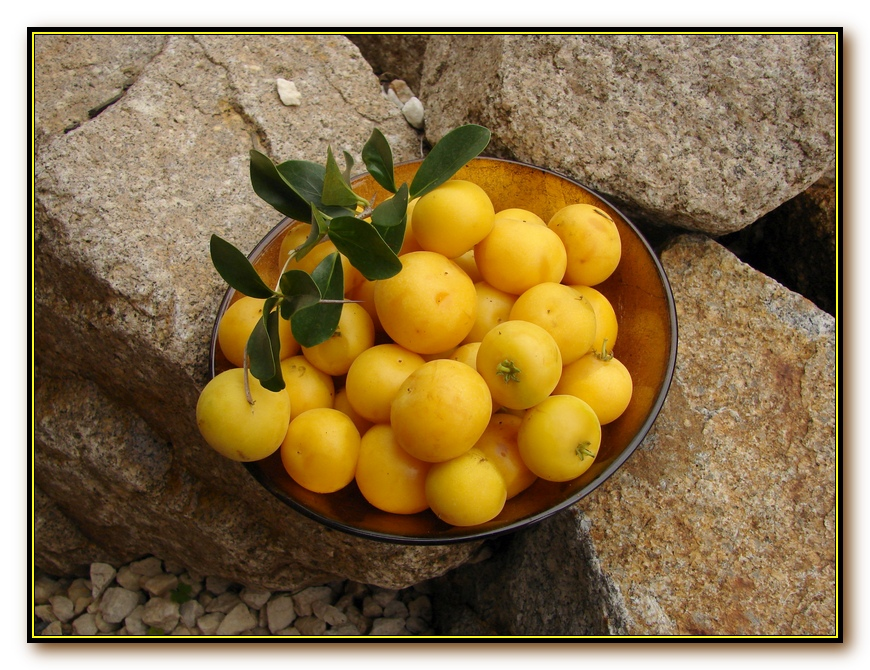
Owoce D. caffra

Dowialis, aberia (Dovyalis  E. Mey. ex Arn.) – rodzaj roślin z rodziny wierzbowatych (Salicaceae). Obejmuje 15 lub 19 gatunków. Rośliny te występują głównie w równikowej i południowej części Afryki, jeden gatunek (D. hebecarpa) rośnie na Cejlonie, a jako rośliny introdukowane obecne są także na: Antylach, Wyspie Św. Heleny i wyspach Oceanii.
Dwa gatunki są ważnymi roślinami owocowymi (D. hebecarpa i D. caffra) dostarczającymi soczystych owoców, spożywanych na świeżo i w postaci przetworów – dżemów, galaretek i soków. Owoce D. hebecarpa dodawane są wraz z cukrem do araku w celu uzyskania substytutu sherry.
Nazwa rodzajowa utworzona została z greckiego słowa oznaczającego włócznię w nawiązaniu do podobieństwa kształtu cierni wyrastającej na pędach wielu przedstawicieli rodzaju.

## Morfologia
PokrójDrzewa i krzewy uzbrojone w ciernie lub nie. Ciernie wyrastają pojedynczo z węzłów na pędach, na pniach i starszych gałęziach zdarzają się też rozgałęzione.
LiścieSkrętoległe, czasem skupione w pęczkach na krótkopędach. Najczęściej są trwałe, rzadziej opadają w porze suchej. Osadzone są na ogonkach liściowych, bez przylistków, o blaszce pojedynczej, całobrzegiej, karbowanej lub ząbkowanej. U wielu gatunków przejrzyście punktowanej (co widoczne jest pod światło).
KwiatyJednopłciowe (rośliny dwupienne), wyrastające pojedynczo lub zebrane po kilka w skrócone grona, stąd często wyglądające na pęczki. Kwiaty męskie i żeńskie mają pojedynczy okółek okwiatu składający się z 4–6 listków rozciętych niemal do nasady (rzadziej inna ich liczna – 3 lub więcej, do 9). Kwiaty męskie składają się z 10–50, rzadziej do 80 pręcików o cienkich nitkach, wyrastających z mięsistego dna kwiatowego, zwykle z dyskiem miodnikowym między nimi. Kwiaty żeńskie mają okwiat nieco większy, rzadko obecne są w nich prątniczki, zalążnia jest jednokomorowa lub w niepełnym stopniu podzielona na 2, 4 lub rzadko więcej komór. Szyjek słupka jest zwykle od 2 do 8, rzadko więcej. Znamię podzielone lub brodawkowate.
OwoceMięsiste jagody z nielicznymi nasionami.

## Systematyka
Pozycja systematyczna według APweb (aktualizowany system APG IV z 2016)
Rodzaj z rodziny wierzbowatych (Salicaceae). W dawniejszych systemach klasyfikacyjnych zaliczany był do rodziny strzeligłowowatych (Flacourtiaceae).
Wykaz gatunków
- Dovyalis abyssinica (A.Rich.) Warb.
- Dovyalis caffra (Hook.f. & Harv.) Warb.
- Dovyalis cameroonensis Cheek & Ngolan
- Dovyalis hebecarpa (Gardner) Warb.
- Dovyalis hispidula Wild
- Dovyalis keniensis E.V.Williams
- Dovyalis longispina (Harv.) Warb.
- Dovyalis lucida Sim
- Dovyalis macrocalyx (Oliv.) Warb.
- Dovyalis macrocarpa Bamps
- Dovyalis mollis (Oliv.) Warb.
- Dovyalis revoluta Thom
- Dovyalis rhamnoides (Burch. ex DC.) Burch. ex Harv. & Sond.
- Dovyalis rotundifolia (Thunb.) Harv.
- Dovyalis spinosissima Gilg
- Dovyalis verrucosa (Hochst.) Lign. & Bey
- Dovyalis xanthocarpa Bullock
- Dovyalis zenkeri Gilg
- Dovyalis zeyheri (Sond.) Warb.